# Улица Копылова (Казань)
Улица Копылова (тат. Копылов урамы) — улица в микрорайоне Соцгород, Авиастроительном и Московском районах Казани.
Начинается на пересечении улицы Декабристов и проспекта Галимджана Ибрагимова под железнодорожным мостом северного внутригородского железнодорожного хода Горьковской железной дороги и вскоре после прохождения у площади Соцгорода заканчивается на перекрёстке с улицей Побежимова переходом в Ленинградскую улицу.
Пересекается с улицами Декабристов, Тэцевской, Тимирязева, Белинского, Олега Кошевого, Индустриальной, Социалистической, Побежимова и Ленинградской.

## История
Улица была образована в 1995 году путём переименования участка улицы Ленинградской.
Названа в честь выдающегося организатора советского и российского авиапрома, Героя Социалистического Труда В. Е. Копылова (1926—1995), о чём свидетельствует памятная доска, размещённая на доме № 5/1.

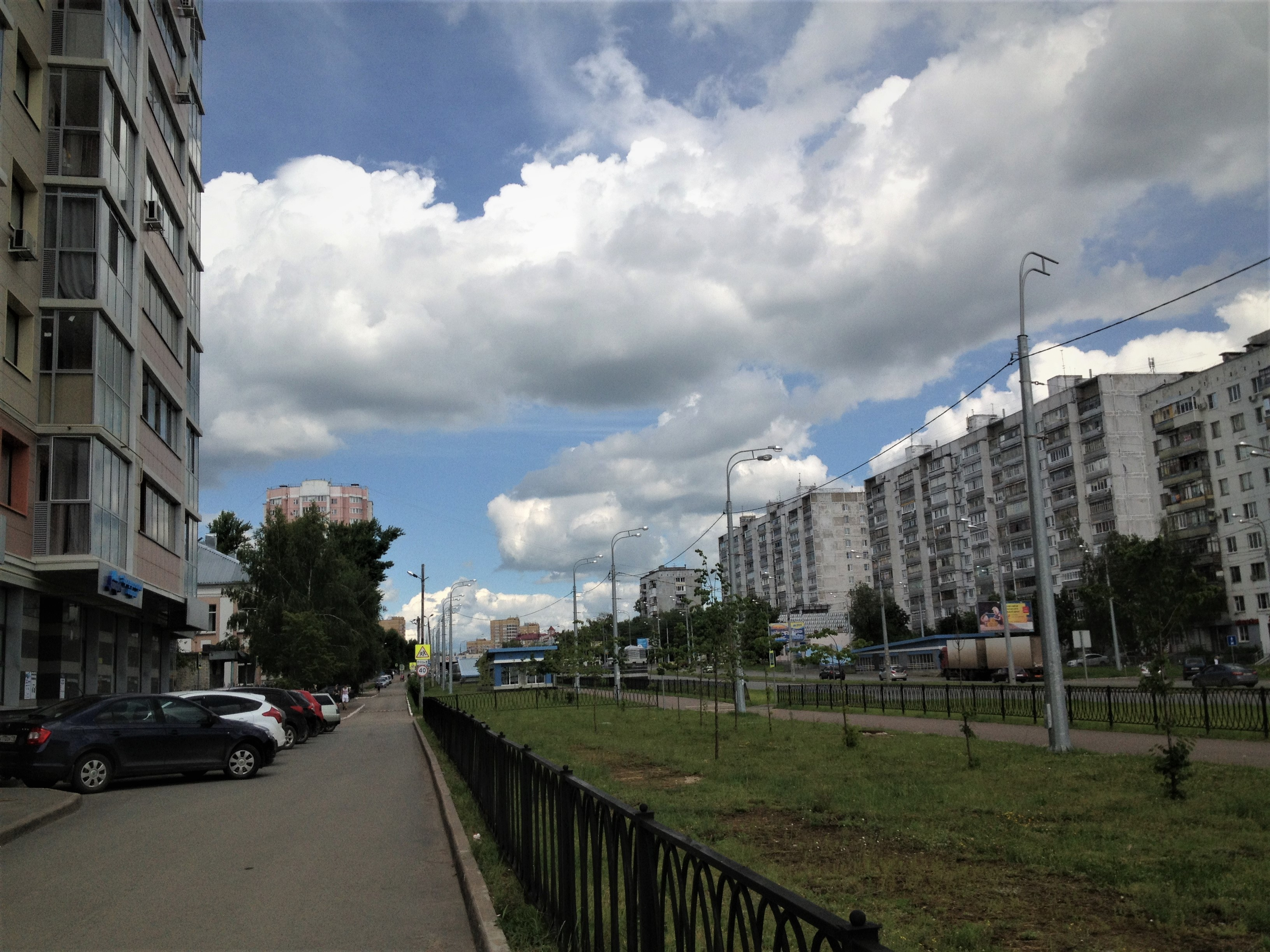
Ул. Копылова на участке от ул. Олега Кошевого до ул. Побежимова

Между улицами Копылова, Олега Кошевого и Дементьева находится парк «Крылья Советов», основанный в 1939 году. Вдоль улицы проходит его западная граница.

## Современное состояние
Общая протяжённость улицы составляет 1746 метров.
На улице Копылова находятся дома с номерами: 1, 1 а, 1 а к. 1, 1 к. 2, 2, 2 а, 2 б, 2 в, 3/1, 4, 4 а, 5 к. 1, 7 а, 7 к. 2, 8, 9, 11, 12, 13, 13 а, 14, 18.

## Достопримечательности
Нынешняя улица Копылова формировалась как историческая часть улицы Сталинградской (с 1961 года — Ленинградской).
9 мая 2013 года вдоль улицы Копылова между улиц Побежимова и Белинского состоялось открытие станции метро Авиастроительная — одной из конечных станций первой (Центральной) линии Казанского метрополитена.
В 2014 году улица была реконструирована и была полностью открыта для движения 14 ноября. В процессе реконструкции была расширена проезжая часть. Стоимость реконструкции составила 370 млн руб.
На здании Авиационно-технического колледжа им. П. В. Дементьева в 2015 году была установлена мемориальная доска в честь героя России Алексея Козина.

## Объекты
- Авиационно-технический колледж им. П. В. Дементьева
- Парк «Крылья Советов»
- Стадион Рубин

## Транспорт
Автобусы (маршруты 6, 18, 29, 33, 37, 40, 43, 53, 60, 62, 76, 78, 89), троллейбус (маршрут 13), трамваи (маршруты 1 и 6).